# Riversul
Riversul is een gemeente in de Braziliaanse deelstaat São Paulo. De gemeente telt 6.520 inwoners (schatting 2009).

## Aangrenzende gemeenten
De gemeente grenst aan Itaberá, Itaporanga, Itararé, Santana do Itararé (PR), São José da Boa Vista (PR) en Sengés (PR).